# 하레야마촌
하레야마촌(晴山村)은 1954년까지 이와테현 구노헤군에 존속했던 촌이다. 현재의 가루마이정 晴山・犾塚・山内에 해당한다.

## 연혁
- 1889년 4월 1일 - 정촌제 시행과 함께 구노헤군 하레야마촌이 성립하였다.
- 1896년 3월 29일 - 구노헤군과 기타구노헤군이 합병해 구노헤군이 부활하여 구노헤군 고가루마이촌이 되었다.
- 1955년 1월 1일 - 가루마이정(일부는 오노촌에 편입하였다), 고가루마이촌과 합병해 새로운 가루마이정이 되었다.

## 참고서적
- 이와테현 정촌합병지, (이와테현 총무부 지방과, 1957)